# 曼努吉·巴帕依
曼努吉·巴帕依（英語：Manoj Bajpayee，1969年4月23日—）是印度電影男演员，主要出現在寶萊塢、泰卢固语和泰米尔语電影。1994年出道以来，他曾两度獲得印度國家電影獎及四個印度電影觀眾獎。他出生在比哈尔邦一個貧窮的農民家庭，17岁時搬到德里希望成为演员。
巴帕依被认为是一位使用方法演技的演员。他較成功的電影包括：《Satya》、《Shool》、《Zubeidaa》、《Aks》、《无法避免的战争》和《Aligarh》等。

## 外部連結
- 曼努吉·巴帕依在互联网电影资料库（IMDb）上的資料（英文）